# Timing-Strategie (Finanzwirtschaft)
Die Timing-Strategie (oder auch englisch Market Timing; von englisch timing, „Wahl des richtigen Zeitpunkts“) ist im Finanzwesen der Anglizismus für eine Anlage- oder Handelsstrategie, die auf den richtigen Zeitpunkt für eine Kauf- und/oder Verkaufsentscheidung abstellt.

## Allgemeines
„Timing“ ist die optimale Auswahl des Zeitpunkts, zu welchem Aktivitäten stattfinden sollen, um ein gewünschtes Ziel zu erreichen. In der Wirtschaft ist das Timing von besonderer Bedeutung, weil insbesondere auf allen Märkten die Marktdaten (Güterpreise, Marktpreise, Marktzinsen, Börsenkurse, Devisenkurse) einer mehr oder weniger starken Volatilität unterliegen. Um ihre Ziele (Anbieter: Unternehmensziele, Nachfrager: persönliche Ziele) der Gewinnmaximierung bzw. Nutzenmaximierung zu erfüllen, müssen daher die Marktteilnehmer ihre Kauf- und Verkaufsentscheidungen zum richtigen Zeitpunkt treffen. Dies betrifft den Gütermarkt (Warenhandel, Dienstleistungsmarkt) und insbesondere die Finanzmärkte (Devisen-, Edelmetall-, Geld-, Kapital- und Kreditmarkt).
Auf den Finanzmärkten bedeutet „Timing“ die zeitliche Koordinierung des richtigen Zeitpunkts für den Kauf und Verkauf von Handelsobjekten. Die Volatilität von Börsenkursen – insbesondere auf dem Aktienmarkt – verlangt vom Anleger (Arbitrageur, Effektenhändler, Spekulant, Trader) eine geschickte Wahl des Zeitpunkts beim Kauf und Verkauf von Handelsobjekten (Devisen, Edelmetalle, Geld, Kapital, Wertpapiere), um das Anlageziel der Gewinnmaximierung zu erfüllen; diesen Versuch bezeichnet man als Market-Timing. Market Timing ist die Wahl des (ex ante erhofften) richtigen Zeitpunkts zum Kauf und Verkauf von Wertpapieren als entscheidendem Faktor zur Erreichung des Anlageziels. Gutes Timing ist für den langfristig orientierten Investor von geringerer Bedeutung als für den kurzfristig handelnden Trader.

## Wissenschaftliche Grundlagen
Benjamin Graham interessierte sich 1951 nicht so sehr für den Zeitpunkt, an dem gekauft oder verkauft wird, sondern für den Kurs, mit dem dies geschieht. Eugene Fama untersuchte 1977 als einer der ersten Autoren die Prognostizierbarkeit erwarteter Renditen (Aktienrendite, Anleiherendite). Hieraus entwickelten sich verschiedene Markt-Timing-Strategien, die als Ausgangspunkt für das Portfoliomanagement dienen.
Die Markteffizienzhypothese geht davon aus, dass bei einem gut risikodiversifizierten Portfolio (Fondsvermögen, Wertpapierdepot) die Buy-and-hold-Strategie überlegen ist, weil der Anleger nicht besser sein kann als die Marktentwicklung. Eine Auswertung historischer Zeitreihen kann nach der Markteffizienzhypothese nicht zu Selektion und Market Timing führen. Allerdings besagt die Markteffizienzhypothese nicht, dass technische Analyse falsch sei. Gute technische Analyse kann zu Selektion und Timing führen, das bei Markteffizienz genauso gut ist wie Buy and hold – aber eben nicht besser. Ein optimales Timing ist ex ante wegen den Unsicherheiten von Kursprognosen und Marktpotenzialen nicht möglich.
Die Market Timing-Theorie sieht in der temporäreren Ausnutzung von Über- oder Unterbewertungen am Aktienmarkt eine Form des Timings beim Kauf von unterbewerteten und Verkauf von überbewerteten Aktien. Unternehmen werden demnach in Phasen der Überbewertung tendenziell Aktienemissionen tätigen. Baker/Wurgler vertraten 2002 die Ansicht, dass sich deshalb die beobachteten Verschuldungsgrade durch frühere Market-Timing-Aktivitäten erklären lassen.

## Analysemethoden
Um das Anlageziel zu erreichen, werden Analysemethoden eingesetzt. Hierzu gehören vor allem die Fundamentalanalyse und Technische Analyse (Chartanalyse), die beide versuchen, die den Börsenkurs beeinflussenden Faktoren in einer Aussage zusammenzufassen. Fundamentalanalysen bedienen sich der Unternehmensdaten, Chartanalysen bauen auf Zeitreihenanalysen der vergangenen Börsenkurse und Börsenumsätze auf und verdichten diese zu Trends. Beiden ist dabei gemeinsam, dass sie Vergangenheitsdaten – so genannte Erfahrungswerte – verwenden, die sich nur sehr begrenzt für Prognosen eignen. Aus ihnen können durch die Trendextrapolation (verfeinert durch die exponentielle Glättung) Prognosedaten (Erwartungswerte) gewonnen werden, etwa mit Hilfe von Ichimoku, MACD oder dem Point- und Figure-Chart. Sie entwickeln Tendenzen, die für künftige Anlageentscheidungen herangezogen werden können.
Während die Fundamentalanalyse betriebswirtschaftliche Kennzahlen liefert und deshalb der Anleger diese für seine Kauf- oder Verkaufsentscheidung selbst beurteilen muss, wird bei der technischen Analyse das Timing durch Kauf- und Verkaufssignale vorgegeben.

## Wirtschaftliche Aspekte
Bereits 1984 gab es durch Stewart C. Myers erste Ansätze einer Market Timing-Theorie, wonach Kapitalerhöhungen stets bei einem hohen Kursniveau durchgeführt würden (englisch timing of security issues). Neuere Erweiterungen der Market Timing-Theorie beziehen Wirtschaftswachstum, die Performance der Börsenindices sowie Credit Spreads zwischen staatlichen und kommerziellen Geldmarktpapieren ein.
Timing-Strategien sind erforderlich, um bei jeder Hausse von Kurssteigerungen und Gewinnchancen profitieren zu können und bei jeder Baisse im Geld zu sein. William F. Sharpe geht davon aus, dass mindestens 75 % der Prognosen richtig sein müssen, damit ein Anlageerfolg erzielt werden kann. Die Entscheidung, ein Portfolio unter- oder überzugewichten bedarf des Market Timings, was einen herausragenden Einfluss auf die Performance eines Portfolios ausübt.